# Villejuif
Villejuif ist eine französische Stadt im Département Val-de-Marne in der Region Île-de-France.

## Geographie
Villejuif befindet sich etwa sieben Kilometer südlich der Pariser Stadtmitte und ist somit Bestandteil der Pariser Banlieue.
Die angrenzenden Gemeinden sind: Le Kremlin-Bicêtre im Norden, Ivry-sur-Seine im Nordosten, Vitry-sur-Seine im Osten, L’Haÿ-les-Roses im Süden, Cachan im Westen und Arcueil im Nordwesten.

## Bevölkerung
Villejuif hat eine Bevölkerung von 58.142 Einwohnern (Stand 1. Januar 2022), worunter ein hoher Anteil an Einwanderern ist – der Ausländeranteil beträgt etwa 15 %. Die Arbeitslosenquote liegt bei etwa 16 %. Der heute arbeitende Teil der Bevölkerung ist überwiegend angestellt und im tertiären Sektor tätig, allerdings existiert auch eine große Arbeiterschaft in der Stadt.
| Jahr                       | 1962   | 1968   | 1975   | 1982   | 1990   | 1999   | 2006   | 2011   | 2020   |
| -------------------------- | ------ | ------ | ------ | ------ | ------ | ------ | ------ | ------ | ------ |
| Einwohner                  | 46.116 | 51.120 | 55.606 | 52.448 | 48.405 | 47.384 | 50.571 | 54.964 | 56.349 |
| Quellen: Cassini und INSEE |        |        |        |        |        |        |        |        |        |

Der durchschnittliche Immobilienpreis beträgt 3474 € pro Quadratmeter und liegt somit über dem Landesdurchschnitt.

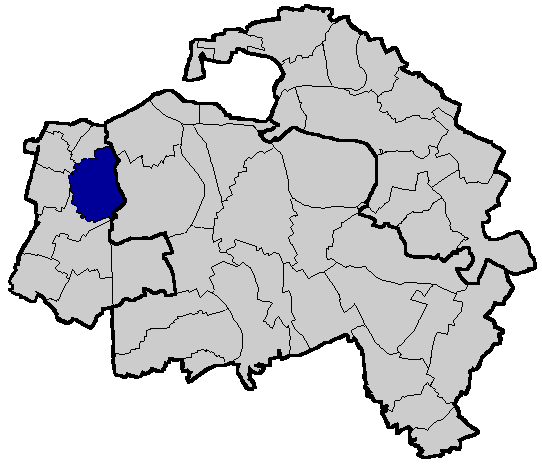
Lage von Villejuif im Département Val-de-Marne

## Geschichte
Auf dem Gemeindeterritorium fanden sich sehr alte Siedlungsspuren aus der Steinzeit, die auf eine menschliche Besiedlung schon mindestens vor 6000 Jahren schließen lassen. Die Siedlung Villejuif taucht im historischen Kontext erstmals um das Jahr 1000 als Villa iudaea auf. Die heute französische Bezeichnung ist eine Übersetzung dieses lateinischen Namens. Die Herkunft dieses Namens, der wörtlich „jüdische Siedlung“ oder „jüdischer Besitz“ bedeutet, ist nicht eindeutig geklärt, der Name könnte auch auf Villa Iuvaeus, d. h. „Besitz des Iuvius oder Iuveus“, d. h. eines gallo-römischen Landeigentümers, zurückgehen. Villejuif blieb bis Ende des 19. Jahrhunderts eine ländlich geprägte Gemeinde.
Während das Gebiet im Mittelalter vor allem in kirchlichem Besitz war, erwarben Pariser Adlige nach und nach das Gebiet. Obwohl Villejuif eine landwirtschaftlich geprägte Gemeinde war, entwickelte sie sich zu einem bedeutenden Marktflecken, und so ließen sich in der Stadt viele Kaufleute und Künstler nieder.
Nach der Französischen Revolution gingen die Grundbesitzverhältnisse verloren und ansässige, reiche Familien richteten sich ein, um die Landwirtschaft, den Gipsabbau und später auch die Baumzucht zu betreiben.
Erst nach dem Krieg im Jahre 1871 veränderte sich das ländliche Villejuif. Eine psychiatrische Klinik und zwei weitere Krankenhäuser (das Krankenhaus Paul Brousse 1913 und das Institut Gustave Roussy) wurden eingerichtet. Am Ende des 19. Jahrhunderts setzte die Industrialisierung ein und es entstanden im Ortsteil Bas-Villejuif erste Arbeiterviertel. Diese Entwicklung setzte sich vor allem zwischen den beiden Weltkriegen weiter fort und Arbeitersiedlungen entstanden im gesamten Stadtgebiet. Durch die starke Suburbanisierung der Region wuchs die Einwohnerzahl im Folgenden stark an.
Im April 2015 geriet die Stadt wegen der Planung eines islamistischen Terroranschlags auf die katholische Kirche Saint-Cyr-Sainte-Julitte in die internationalen Schlagzeilen.

## Politik

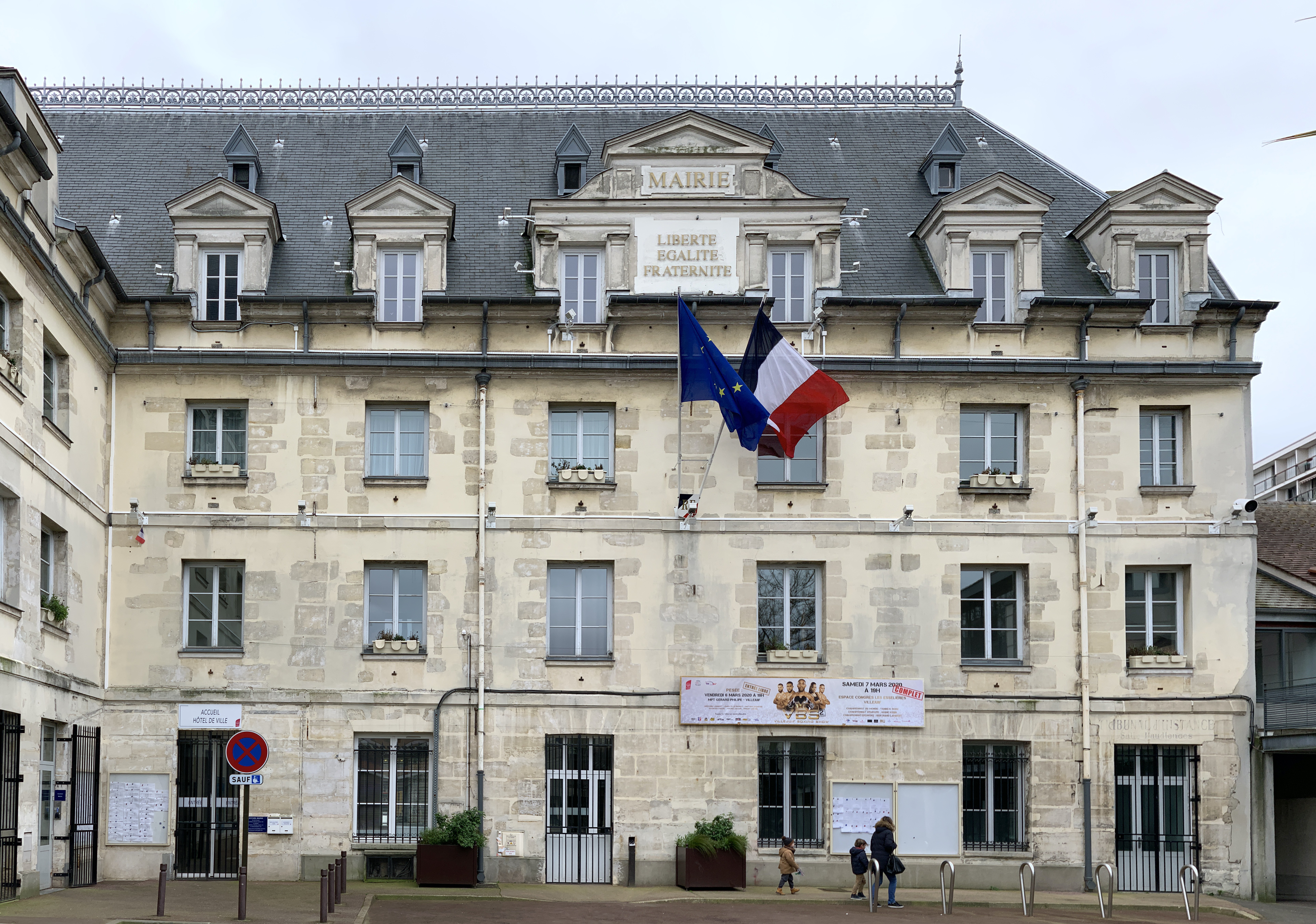
Rathaus (Mairie) von Villejuif

Villejuif war, wie viele Vororte von Paris jahrzehntelang eine Hochburg der Arbeiterbewegung (banlieue rouge), und während des Zweiten Weltkrieges hatte die Résistance in Villejuif überproportional viele Anhänger. Seit 1925 hatte Villejuif stets kommunistische Bürgermeister, zuletzt von 1999 bis 2014 Claudine Cordillot.
Bei den Kommunalwahlen 2014, bei der die linken Parteien viele ehemalige Hochburgen verloren, wurde Franck Le Bohellec von der UMP an der Spitze eines breiten Bündnisses zum Bürgermeister gewählt. Seit 2020 hat Villejuif mit Pierre Garzon wieder einen Bürgermeister aus der kommunistischen Partei, unterstützt von einem breiten Mitte-Links-Bündnis.
Bei der Präsidentschaftswahl 2007 erhielt in Villejuif im Gegensatz zum Gesamtergebnis Ségolène Royal mit 59,95 % deutlich mehr Stimmen als ihr Konkurrent, der zum Präsidenten gewählte Nicolas Sarkozy; 2012 erhielt der Wahlsieger François Hollande sogar 68,3 %.

## Kultur und Sehenswürdigkeiten

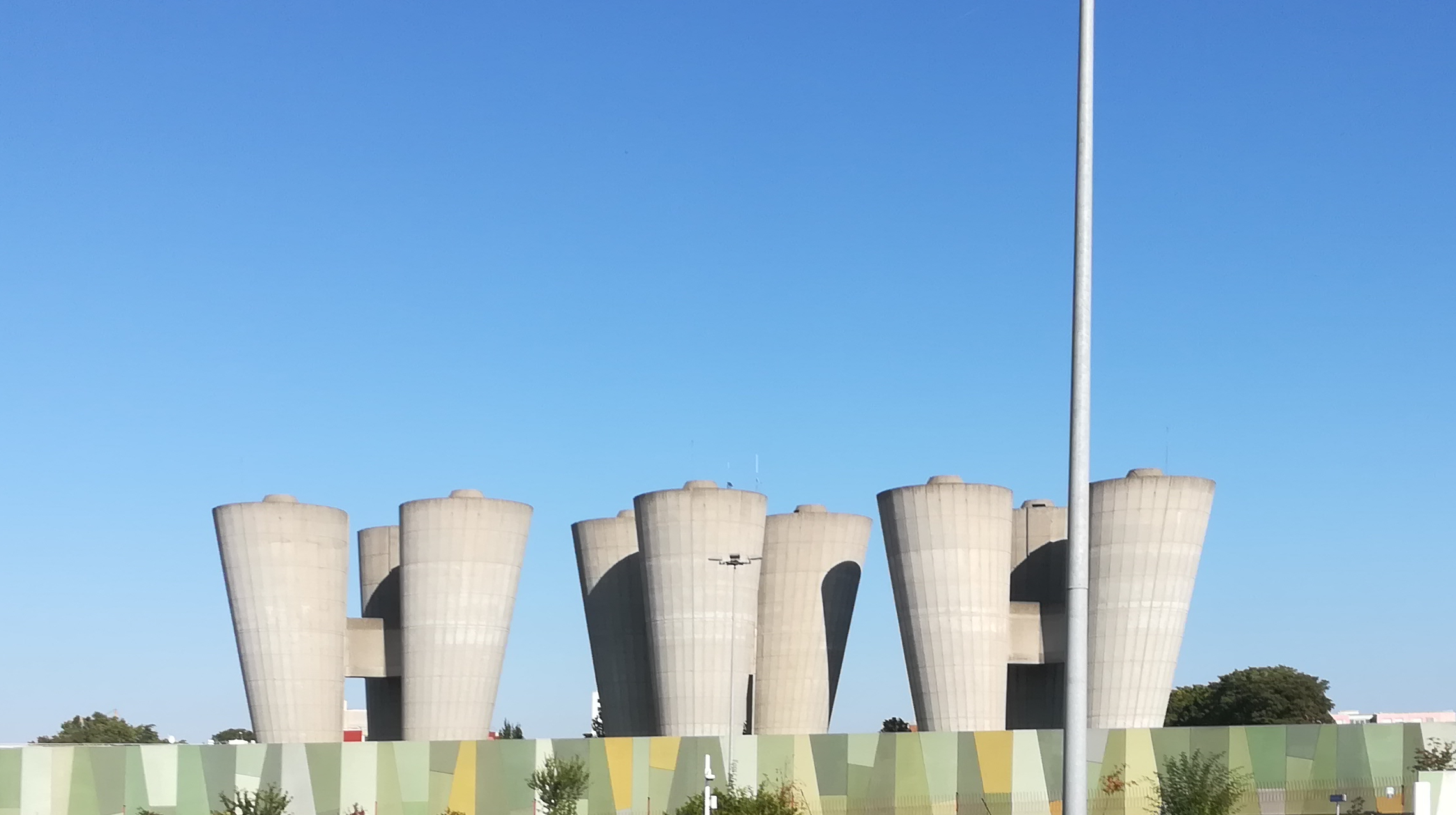
Wassertürme in Villejuif

- Das Gustave-Roussy-Institut, ist ein international in der Krebsbekämpfung renommiertes Institut; hier wurde auch die australische Sängerin Kylie Minogue behandelt.
- Das Paul-Brousse-Krankenhaus ist anerkannt für seine Tätigkeit in der Lebertransplantation.
- Das „Wasserschloss“ ist ein Bauwerk aus neun Wassertürmen in Form von Champagnergläsern mit einem Gesamtfassungsvermögen vom 9000 Kubikmetern.

## Wirtschaft und Infrastruktur

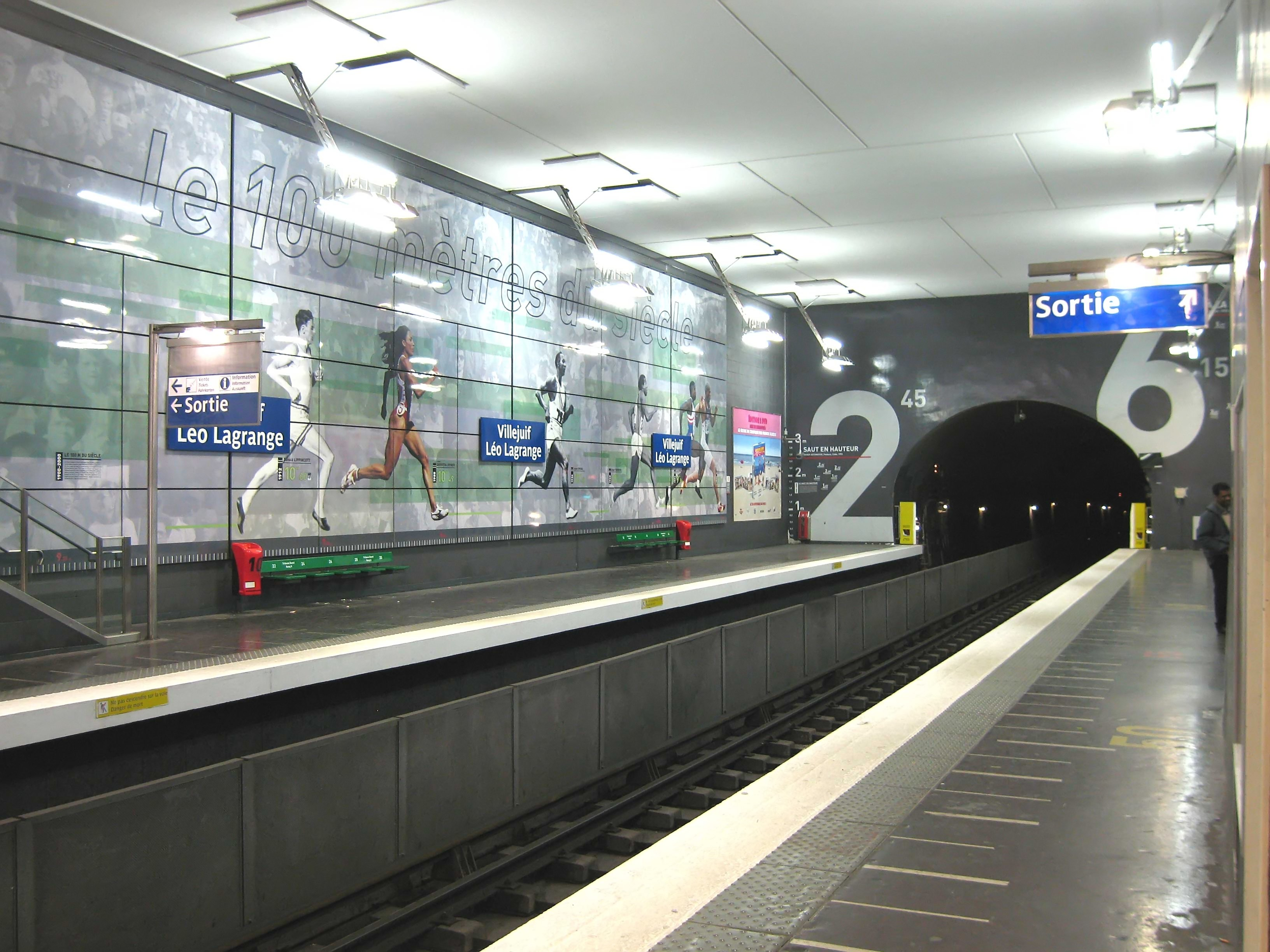
Haltestelle Léo Lagrange der Metro in Villejuif

### Verkehr
Villejuif ist durch die Métro Paris an das öffentliche Nahverkehrsnetz der Stadt Paris angeschlossen. Die Linie 7 bedient drei Stationen auf dem Gebiet der Stadt Villejuif. Darüber hinaus durchzieht die Route nationale 7, die von Paris nach Süden bis Menton führt, die Stadt.

### Bildung
- Institut Sup’Biotech de Paris

## Städtepartnerschaften
- Mirandola (Italien)
- Dunaújváros (Ungarn)
- Neubrandenburg (Deutschland)
- Jambol (Bulgarien)
- Vila Franca de Xira (Portugal)

## Persönlichkeiten
- Franck Bonnet (* 1954), Hochspringer